# Paranoia 1.0
Paranoia: 1.0 (2004, denumire originală One Point O, cunoscut și ca 1.0, One Point Zero, Version 1.0 sau Virus 1.0) este un film cyberpunk științifico-fantastic scris și regizat de Jeff Renfroe și Marteinn Thorsson. Filmul este un coșmar kafkian în care un tânăr programator de calculatoare este un cobai fără știrea sa într-un experiment corporativ care testează un sistem nou de publicitate. În rolurile principale interpretează actorii Jeremy Sisto și Deborah Unger, în alte roluri apar Lance Henriksen, Eugene Byrd, Bruce Payne și Udo Kier.

## Povestea
Când programatorul de calculatoare Simon J. (Jeremy Sisto) începe să găsească pachete goale în apartamentul său, el încearcă să-și securizeze încuietorile, dar pachetele goale apar în continuare. Simon încearcă să afle cine anume îi trimite pachetele și de ce, iar investigațiile sale îl expun vecinilor săi excentrici, unul dintre ei având un cap robotic cu inteligență artificială, altul un joc-video de sex în realitate virtuală, în cele din urmă ajungând la concluzia că este victima unei conspirații corporative. În timp ce camerele de supraveghere îl supraveghează non-stop, Simon începe să piardă simțul realității, se îmbolnăvește de un fel de gripă și începe să consume numai lapte din cutii marca Nature Fresh, deși laptele este contraindicat la răceli deoarece favorizează mucoasa. Apoi mai multe crime au loc în clădirea în care locuiește. Simon află în cele din urmă că și ceilalți locatari primesc pachete goale dar toată lumea își ține gura închisă. Fiecare persoană care primește pachete goale începe să consume și să cumpere doar o anumită marcă a unui produs: vecina lui doar suc vitaminizat, proprietarul clubului cumpără și consumă doar Cola 500, administratorul blocului doar carne de vită. Curierul care este un prieten de-al lui Simon îi spune despre experimentul unei corporații care introduce Nanomiți în creierele oamenilor pentru a-i face să cumpere anumite produse.

## Actori
- Jeremy Sisto este Simon
- Udo Kier este Derrick
- Deborah Kara Unger este Trish
- Bruce Payne este Neighbor
- Constantin Florescu este Tall Man
- Ana Maria Popa este Alice
- Matt Devlen este Cashier
- Lance Henriksen este Howard
- Eugene Byrd este Nile
- Emil Hoștină este Landlord
- Constantin Cotimanis este Detectivul Polanski
- Sebastian Knapp este Detectivul Harris

- Udo Kier și Jeremy Sisto - interpretează împreună vocea robotică a lui Adam

## Producția
Paranoia 1.0 este o co-producție internațională, și a fost filmat în întregime în București, România. A avut premiera la competiția din 2004 a Festivalului de film Sundance din Utah unde a participat sub titlul său original (One Point O).
Codul de programare care apare în film este din Viralator 0.9.